# Genfer Schema
Das Genfer Schema ist das 1950 auf der Tagung zur Arbeitsbewertung der „Internationalen Arbeitsorganisation“ in Genf vorgeschlagene und verabschiedete Konzept zur Entwicklung systematischer Verfahren für leistungsgerechte Anforderungsermittlungen bei Arbeitsbewertungen. Die theoretischen Grundlagen hatten die deutschen Arbeitswissenschaftler Erwin Bramesfeld und Friedrich R. Lorenz erarbeitet und praktische Anwendungsbeispiele präsentiert. Hauptsächlich berücksichtigt das Genfer Schema unter den übergeordneten Aspekten „Können“ und „Belastung“ im Einzelnen noch genauer zu bestimmende Formen abstrakter Arbeit, die als Bewertungskriterien in analytische oder summarische Bewertungsverfahren eingehen. Diese qualitativ unterschiedlichen und zu quantifizierenden Bewertungskriterien werden verfahrensabhängig als Bemessungsgrundlage zur Stellenbewertung des Arbeitsplatzes, genauer zur Erfassung und Bewertung der dort geforderten Tätigkeiten und daraus folgenden (tarifgerechten) Eingruppierung der betreffenden Arbeitsperson verwendet. Beispielsweise benötigt ein Dolmetscher i. d. R. eine höhere Stressbelastbarkeit als ein Übersetzer, weil der Kundenkontakt direkter ist, Reaktionszeiten im Sekundenbereich gefragt sind und zudem mehrere Level des Multitasking (hören, verstehen, übersetzen, sprechen, erinnern) erforderlich sind. Die Arbeitsbewertung auf der Grundlage des Genfer Schemas wird relevant, wenn es darum geht, den Arbeitswert einer konkreten Tätigkeit im Vergleich mit anderen Tätigkeiten anhand allgemein gültiger Anforderungsarten zu erfassen und zu bemessen.

## Kriterien des Genfer Schemas
Die Kriterien lassen sich in vier abstrakte Anforderungskategorien einteilen:
- geistige Anforderungen (Fachkenntnisse, Nachdenken),
- körperliche Anforderungen (Geschick, Muskelbelastung, Nerven- und Sinnesbelastung),
- Verantwortung (beispielsweise für Betriebsmittel, Arbeitsausführung sowie Sicherheit und Gesundheit von Arbeitspersonen, Kunden und sonstigen Menschen)
- erschwerende Arbeitsbedingungen (Temperatur, Nässe, Schmutz, soziales Umfeld, Organisationskultur etc.).

Die sehr allgemeinen Anforderungskategorien des Genfer Schemas werden in den unterschiedlichen analytischen und summarischen Bewertungsverfahren mit genauerem Tätigkeitsbezug anhand von Tätigkeitsbeschreibungen bzw. Stellenbeschreibungen noch detaillierter untergliedert:
|                              | Können | Belastung |
| ---------------------------- | ------ | --------- |
| 1. Geistige Anforderungen    | ×      | ×         |
| 2. Körperliche Anforderungen | ×      | ×         |
| 3. Verantwortung             | –      | ×         |
| 4. Umgebungseinflüsse        | –      | ×         |